# پروتون ایکس۵۰
پروتون ایکس۵۰ (به انگلیسی: Proton X50) یک کراس‌اوور در کلاس کامپکت کوچک است که توسط خودروساز مالزیایی، پروتون تولید می‌شود. این خودرو در ۱۵ سپتامبر ۲۰۲۰ معرفی و در ۲۷ اکتبر ۲۰۲۰ به بازار عرضه شد. این مدل بعد از پروتون ایکس۷۰ دومین شاسی‌بلند این برند است. این خودرو مدل بازنشانی شدهٔ جیلی بینیو است و دارای چند تغییر ریز از جمله تغییر جهت فرمان به سمت راست است.

## بررسی اجمالی
پس از خرید پروتون توسط جیلی در سال ۲۰۱۷، پروتون طراحی، توسعه، ساخت، فروش، بازاریابی و توزیع این خودرو را در کنار جیلی بویو (ایکس۷۰) و جیاجی را در مالزی آغاز کرد. نمونه‌های استتار شده این خودرو از فوریه ۲۰۱۹ در جاده‌های عمومی مالزی در حال آزمایش بودند.
به مانند جیلی بینیو، این خودرو با پلت‌فرم بی‌ام‌ای ساخته شده‌است که به‌طور مشترک توسط جیلی و ولوو کارز ساخته شده‌است. طراحی بیرونی این خودرو توسط یک تیم با نظارت جیمی بارت انجام شده‌است. ادعا شده که طراحی این خودرو از یک جت جنگنده الهام گرفته شده‌است.
بر خلاف ایکس۷۰ که در ابتدا از چین وارد می‌شد، ایکس۵۰ از روز اول در کارخانهٔ پروتون در تانجونگ مالیم با داخلی‌سازی ۴۰ درصد تولید می‌شود. اولین ایکس۵۰ در ۱۵ سپتامبر سال ۲۰۲۰ مونتاژ شد.

در هنگام عرضه، ایکس۵۰ در چهار تیپ استاندارد (به انگلیسی: Standard)، اجرایی (به انگلیسی: Executive)، پریمیوم (به انگلیسی: Premium) و پرچم‌دار (به انگلیسی: Flagship) در دسترس بود.

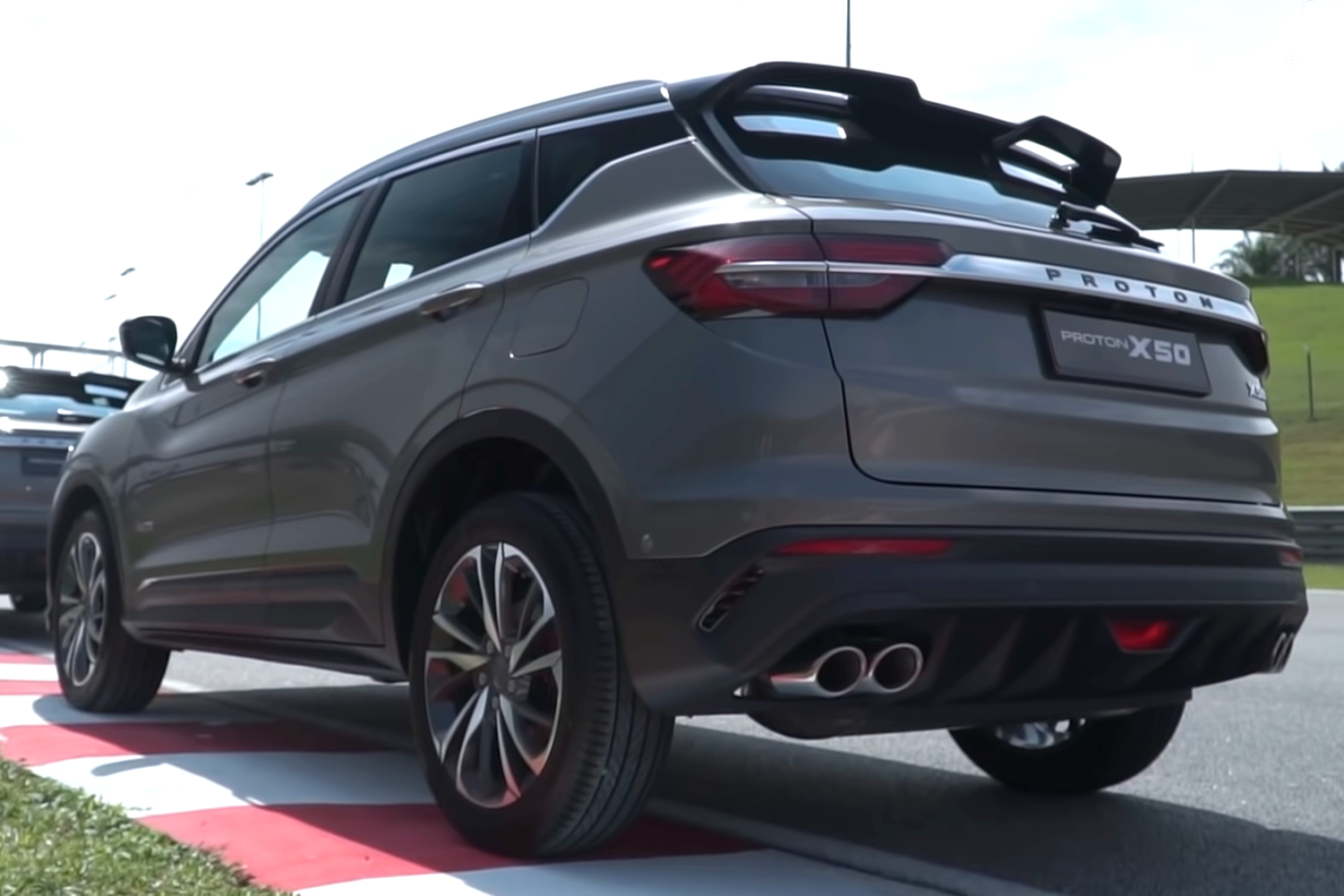
نمای عقب
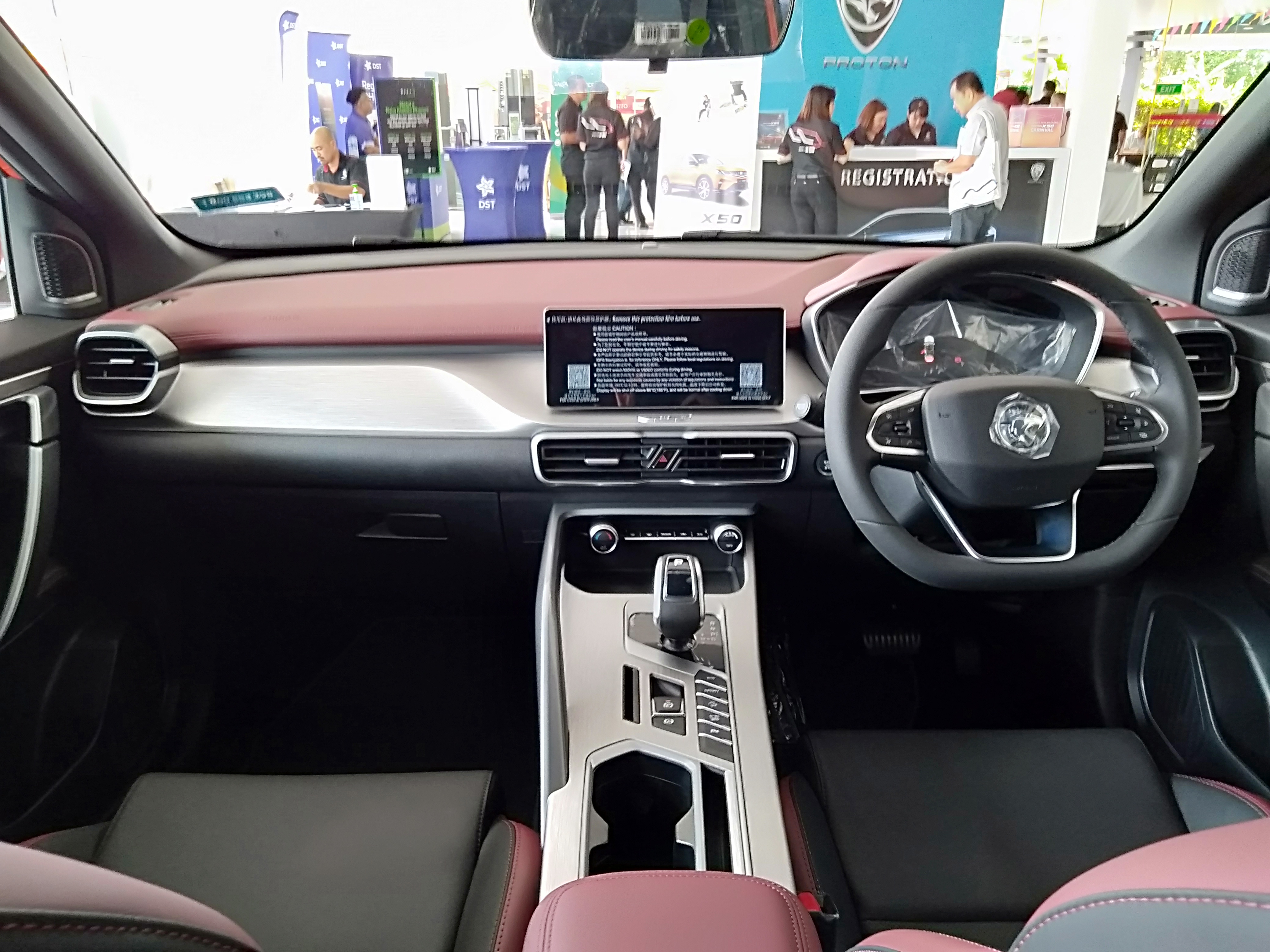
نمای داخلی
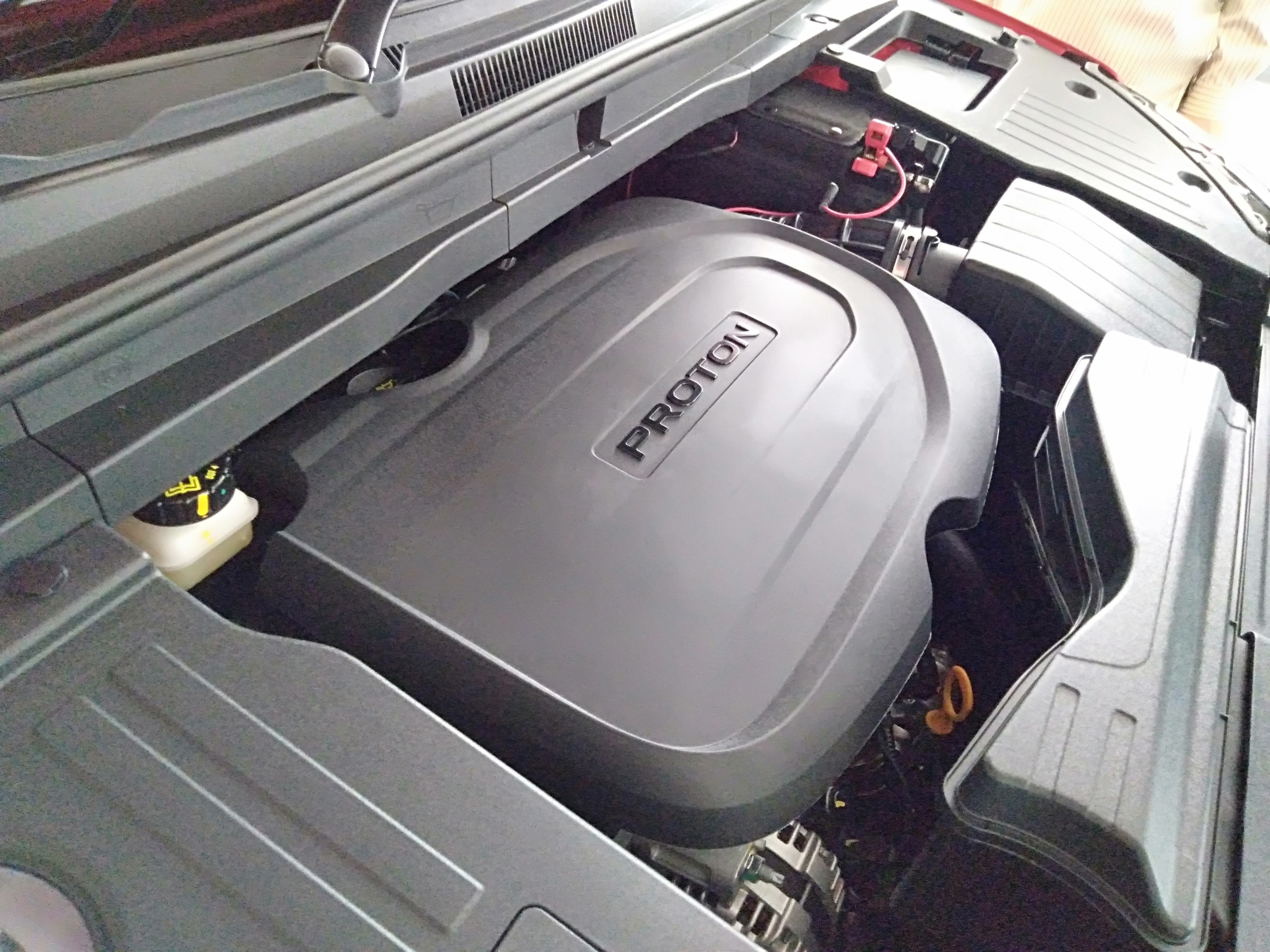
موتور

## پیشرانه
ایکس۵۰ با دو موتور در مالزی ارائه می‌شود، هر دو موتور ۱٫۵ لیتری سه سیلندر توربوشارژر با کد JLH-3G15TD هستند که به‌طور مشترک توسط جیلی و ولوو تولید شده‌اند. موتور تزریق چند نقطه‌ای به صورت استاندارد و موتور تزریق مستقیم نیز برای تیپ پرچم‌دار در دسترس است.
| موتورهای بنزینی | موتورهای بنزینی                                     | موتورهای بنزینی                                                     | موتورهای بنزینی                                                        | موتورهای بنزینی |
| مدل             | موتور                                               | قدرت                                                                | گشتاور                                                                 | جعبه‌دنده        |
| --------------- | --------------------------------------------------- | ------------------------------------------------------------------- | ---------------------------------------------------------------------- | --------------- |
| ۱٫۵ تی پی‌اف‌آی   | ۱٬۴۷۷ سانتی‌متر مکعب (۹۰٫۱ اینچ مکعب) آی۳ توربوشارژر | ۱۵۰ اسب بخار متری (۱۱۰ کیلووات؛ ۱۴۸ اسب بخار) در ۵۵۰۰ دور در دقیقه  | ۲۲۶ نیوتن متر (۲۳ کیلوگرم متر؛ ۱۶۷ پوند-فوت) در ۱۵۰۰–۴۰۰۰ دور در دقیقه | ۷ دندهٔ دوکلاچه  |
| ۱٫۵ تی-جی‌دی‌آی   | ۱٬۴۷۷ سانتی‌متر مکعب (۹۰٫۱ اینچ مکعب) آی۳ توربوشارژر | ۱۷۷ اسب بخار متری (۱۳۰ کیلووات؛ ۱۷۵ اسب بخار) در ۵٬۵۰۰ دور در دقیقه | ۲۵۵ نیوتن متر (۲۶ کیلوگرم متر؛ ۱۸۸ پوند-فوت) در ۱۵۰۰–۴۰۰۰ دور در دقیقه | ۷ دندهٔ دوکلاچه  |

## ایمنی
ایکس۵۰ به صورت استاندارد مجهز به چهار کیسهٔ هوا، کنترل پایداری خودرو، کمک شروع تپه، کنترل فرود تپه و محافظ صندلی کودک عقب ایزوفیکس است. تیپ‌های گران‌تر شش کیسهٔ هوا و سیستم کنترل فشار تایر را دارند، در حالی که تیپ پرچم‌دار، مجموعهٔ ایمنی پیشرفته کمک رانندگی (ADAS) را دارد که شامل کروز کنترل تطبیقی با عملکرد توقف و حرکت، کمک به مرکزیت خط، سیستم جلوگیری از برخورد با تشخیص عابر پیاده، سیستم هشدار انحراف از بین خطوط، نظارت بر نقاط کور و پرتو اتوماتیک می‌باشد.
| امتیازات آسه‌آن ان‌سی‌ای‌پی |           |
| امتیاز کلی              | 5/5 ستاره |
| سرنشین بزرگسال          | ۳۱٫۴۲     |
| سرنشین کودک             | ۴۱٫۵۰     |
| کمک ایمنی               | ۱۴٫۰۰     |